# Hemipolygona
Hemipolygona là một chi ốc biển, là động vật thân mềm chân bụng sống ở biển trong họ Fasciolariidae.

## Các loài
Các loài trong chi Hemipolygona gồm có:
- Hemipolygona aldeynzeri (Garcia, 2001)
- Hemipolygona amaliae (Küster & Kobelt, 1874)
- Hemipolygona armata (A. Adams, 1854)
- Hemipolygona beckyae (Snyder, 2000)
- Hemipolygona bonnieae (Smythe, 1985)
- Hemipolygona carinifera (Lamarck, 1816)[2]
- Hemipolygona centrifuga (Dall, 1915)
- Hemipolygona cuna (Petuch, 1990)
- Hemipolygona distincta (A. Adams, 1855)[3]
- Hemipolygona honkeri Snyder, 2006[4]
- Hemipolygona lamyi Snyder, 2007[5]
- Hemipolygona mcgintyi (Pilsbry, 1939)[6]
- Hemipolygona mcmurrayi Clench & Aguayo, 1941[7]
- Hemipolygona mosselensis (Tomlin, 1932)
- Hemipolygona recurvirostra (Schubert & Wagner, 1829)
- Hemipolygona varai (Bullock, 1970)